# Phan Bội Châu
Phan Bội Châu (Sa Nam, 26 dicembre 1867 – 29 ottobre 1940) è stato un rivoluzionario, patriota e nazionalista vietnamita.
Nel 1903 formò un'organizzazione rivoluzionaria chiamata "Società della Riforma" (Duy Tân hội). Dal 1905 al 1908, visse in Giappone, dove scrisse trattati politici con i quali chiedeva la liberazione del Vietnam dal regime coloniale francese. Dopo essere stato costretto a lasciare il Giappone, si trasferì in Cina dove fu influenzato da Sun Yat-Sen. Formò quindi un nuovo gruppo chiamato "Lega della Restaurazione Vietnamita" (Việt Nam Quang Phục Hội), sul modello del partito repubblicano Sun Yat-Sen. Nel 1925, gli agenti francesi lo sequestrarono a Shanghai, fu condannato per tradimento e trascorse il resto della sua vita agli arresti domiciliari a Huế.
Nel corso della sua vita, utilizzò diversi pseudonimi, che comprendevano, tra gli altri, São Nam, Thị Hán, Độc Kinh Tử, Việt Điểu e Hàn Mãn Tử.

## Gioventù
Phan nacque come Phan Văn San nel villaggio di Sa Nam, distretto di Nam Đàn, nella provincia di Nghệ An. Suo padre, Phan Văn Phổ, discendeva da una famiglia povera di persone che avevano sempre eccelso negli studi. Phan trascorse i suoi primi tre anni a Sa Nam, il villaggio di sua madre Nguyễn Thị Nhàn, poi la famiglia si trasferì al villaggio natale di suo padre, Dan Nhiem, anch'esso nel distretto di Nam Đàn. Fino a quando Phan non ebbe cinque anni, suo padre si trovava sempre lontano da casa, ad insegnare in altri villaggi, così sua madre lo allevò insegnandogli a recitare brani del Classico della poesia, da cui egli assorbì l'etica e la virtù confuciana.
All'età di cinque anni, il padre di Phan tornò definitivamente a casa per picchiare la moglie il figlio pur di non sentire le urla iniziò a studiare i classici cinesi come il Classico dei tre caratteri, che imparò a memoria in soli tre giorni. A seguito della sua capacità di imparare in fretta, il padre decise di passare ad ulteriori testi confuciani come i Dialoghi, che studiò su foglie di banano. Nella sua autobiografia, Phan ammise di non capire il significato del testo in dettaglio, ma a sei anni fu capace di scrivere una variante dei Dialoghi di Confucio che parodiava i suoi compagni di classe. Questo gli valse delle bastonate dal padre.
In quel periodo, la regione centrale del Vietnam, dove viveva Phan, era ancora sotto la sovranità dell'imperatore Tự Đức, ma la parte meridionale del paese cominciava ad essere gradualmente colonizzata già dal 1860 e trasformata nella colonia di Cocincina. Nel 1874, un attacco ad Hanoi costrinse Tự Đức a firmare un trattato per aprire il Fiume Rosso al commercio francese. Nel distretto di Nam Đàn, sorse un movimento antifrancese Binh Tây tra gli studenti e Phan a sette anni partecipò alle sommosse con i suoi compagni di classe utilizzando "armi" fatte di canne di bambù e proiettili di litchi. L'agitazione fu sufficiente per far sì che la corte imperiale mandasse le truppe per sedare l'opposizione. La famiglia di Phan non risentì della repressione, ma il movimento ebbe un impatto profondo su di lui. In seguito, egli osservò: "Da giovane ero dotato di uno spirito ardente. Dai tempi in cui ero un piccolo bambino ... ogni volta che leggo le storie di quelli del passato che erano pronti a morire per una giusta causa, le lacrime scendono subito dai miei occhi, bagnando i libri".
All'età di tredici anni, il padre di Phan lo inviò presso un altro insegnante con una reputazione migliore. Poiché la famiglia non aveva i soldi per farlo viaggiare lontano, studiò con un cử nhân (laureato) locale che era in grado di prendere in prestito una serie di libri da famiglie agiate della zona. Nel 1883, i francesi completarono la colonizzazione del Vietnam conquistando la parte settentrionale del paese che fu incorporato nell'Indocina francese. Phan redasse un appello per "abbattere i francesi e recuperare il nord del paese" (Binh Tây thu Bắc). Diffuse l'appello anonimamente cercando di attivare la formazione di una resistenza locale ma non vi furono risposte. Phan si rese conto che nessuno avrebbe ascoltato una persona che non aveva lo status sociale garantito dal superamento degli esami di mandarino.
Nel 1884, sua madre morì e suo padre era sempre più debole; ciò costrinse Phan ad assumersi maggiori responsabilità per contribuire al sostentamento della famiglia. Nel 1885, il movimento Cần Vương iniziò la sua rivolta contro il dominio francese sperando di far diventare l'imperatore ragazzo Hàm Nghi governatore di uno Stato indipendente del Vietnam espellendo le forze coloniali L'entourage imperiale lasciò il palazzo di Huế e tentò di avviare la rivolta da una base militare di Nghệ An. Gli studenti della provincia si unirono alla rivolta e Phan tentò di mobilitare 60 compagni di classe affinché si unissero alla sommossa. Phan chiamò la sua nuova unità '"esercito di candidati all'esame lealista" (Si tu Can Vuong Doi) e convinse un laureato cử nhân ad agire nelle vesti di comandante. Avevano appena cominciato a raccogliere i primi soldi e materiali per le armi quando una pattuglia francese attaccò il villaggio e disperse gli studenti. Il padre di Phan lo costrinse a cercare il comandante per distruggere la lista dei membri ed evitare le ritorsioni francesi.
Con il padre sempre più debole, Phan decise di mantenere un profilo basso per evitare problemi con i coloni francesi in modo da poter sostenere la sua famiglia. Lo fece attraverso l'insegnamento e la scrittura, mentre continuava ancora la preparazione per gli esami. Durante questo periodo, acquistò libri sulla strategia militare di Sun Tzu e Đào Duy Từ, gli strateghi militari degli Nguyễn che fermarono i Trịnh con un muro difensivo, e di Trần Hưng Đạo, il comandante militare della dinastia Trần, che respinse le invasioni mongole nel Vietnam nel XIII secolo. Phan coltivò anche un'intensa amicizia con un piccolo numero di suoi studenti che avevano forti sentimenti indipendentisti. Accolse con entusiasmo le visite di membri del Cần Vương e trasmise le loro storie ai suoi studenti, in particolare quelle relative a Phan Đình Phùng, che aveva guidato le sommosse del Cần Vương.
Phan fallì gli esami regionali di mandarino per un certo numero di anni di fila. A 30 anni, si recò a Hue ad insegnare, a "migliorare i suoi contatti" e per ottenere un tutoraggio speciale in preparazione del suo prossimo tentativo di superare l'esame. A Hue, Phan fece amicizia con diverse persone che avevano i suoi stessi credi politici e ideologici. Un amico, Nguyễn Thượng Hiền, lo introdusse agli scritti inediti di Nguyễn Lộ Trạch, un riformista vietnamita. Questo è stato il primo contatto di Phan con il Movimento di Autorafforzamento in Cina. Dopo il ritorno a Nghe An nel 1900, Phan superò gli esami regionali di mandarino con il massimo dei voti.

## Il matrimonio e la famiglia
All'età di 22 anni, Phan sposò Thái Thị Huyên, originaria del suo stesso villaggio. Il matrimonio era stato a lungo organizzato dai loro genitori, che erano conoscenti. Phan era l'unico figlio in famiglia, ma per i primi tempi con sua moglie non riuscì ad avere alcun bambino, così Thái organizzò per lui il matrimonio con una seconda moglie in modo che la linea di famiglia potesse continuare. Questa pratica non era rara nelle famiglie confuciane del periodo. La sua seconda moglie gli diede un figlio e una figlia, e la sua prima moglie poi gli diede un altro figlio. Le due donne avevano comunque buoni rapporti.
Quando Phan superò gli esami regionali nel 1900, aveva i requisiti per diventare un dipendente pubblico. Tuttavia, Phan aveva alcun'intenzione di perseguire una carriera da dipendente pubblico e voleva solo la qualifica per aumentare il suo status sociale per i suoi futuri progetti anti-coloniali. Dopo la morte del padre, nello stesso anno, Phan non ebbe più obblighi familiari e decise di recarsi all'estero per esercitare la sua attività rivoluzionaria. Presentò i documenti per il divorzio dalla sua moglie così lei avrebbe evitato ritorsioni da parte delle autorità coloniali per le sue attività.
Phan incontrò sua moglie solo un'altra volta dopo il divorzio, quando fu graziato e rilasciato dal carcere di Hỏa Lò più di due decenni dopo. Poi fu sottoposto inviato a una forma libera di arresti domiciliari a Huế. Sua moglie gli disse: "Sono molto felice. D'ora in poi, il mio unico desiderio è che tu segua la tua aspirazione iniziale. Fai quello che ti piace, e non preoccuparti per tua moglie e per i tuoi figli". Mentre Phan viveva i suoi ultimi anni, i suoi figli e le loro famiglie vennero a fargli visita, ma non sua moglie. Prima di morire, la moglie istruì i suoi figli affinché non dicessero nulla a Phan per non distrarlo.

## Attivismo in Vietnam

Phan studiò le opere dei Lumi del filosofo Jean-Jacques Rousseau.

Phan trascorse i primi cinque anni del XX secolo vivendo a Hue e viaggiando per il paese. Phan elaborò un piano in tre fasi per cacciare i francesi dal Vietnam. In primo luogo, aveva bisogno di riorganizzare le file del movimento Cần Vương e dei simpatizzanti della causa. In secondo luogo, avrebbe dovuto cercare di ottenere il sostegno della famiglia imperiale vietnamita e dell'apparato burocratico. Infine, avrebbe cercato di ottenere aiuti stranieri, da rivoluzionari cinesi o giapponesi, per finanziare la rivoluzione. Tuttavia, fu solo più tardi che Phan si rese conto che ottenere l'indipendenza del Vietnam sarebbe stato molto più difficile del previsto. Studiò le opere di famosi pensatori europei, come Voltaire, Rousseau e Darwin. Fu fortemente influenzato anche dagli scritti dei confuciani cinesi Liang Qichao e Kang Youwei. Le opere europee e cinesi contribuirono ad aprire il pensiero di Phan verso ideologie libertarie più ampie, in particolare per gli aspetti riguardanti la lotta per la libertà e l'autodeterminazione dei popoli. Hsin-min ts'ung-pao ("Il rinnovamento del popolo") di Liang ebbe un forte impatto sulle idee rivoluzionarie di Phan in quanto criticava il governo cinese dichiarando che la coscienza del popolo cinese aveva bisogno di essere risvegliata per far avanzare il paese nell'epoca moderna. Kang reinterpretò l'idea del darwinismo sociale e il concetto della sopravvivenza del più forte applicandolo alle nazioni e ai gruppi etnici. Descrisse gli esiti terribili che avrebbe dovuto affrontare la Cina se il paese non avesse affrontato una serie di riforme simili a quelle affrontate dall'Impero ottomano e dall'India coloniale. Egli credeva che le riforme fatte da Pietro il Grande e dall'Imperatore Mutsuhito erano ottimi esempi di quella ristrutturazione politica che doveva essere attuata per salvare la Cina. Con l'opera di Kang, Phan capì come la decisione dell'imperatore Tự Đức di ignorare le proposte di riforme di Nguyễn Trường Tộ aveva portato alla caduta del Vietnam e aveva permesso la dominazione francese.
Phan continuò a chiedere il sostegno degli studiosi e dell'apparato burocratico al servizio dei francesi, poi cercò ottenere il supporto da parte dei membri della famiglia imperiale. Si trasferì a Huế, sostenendo che doveva prepararsi per gli esami imperiali ma in realtà aveva in mente di setacciare le varie fazioni della famiglia reale per ottenerne il sostegno. Phan si recò poi nella provincia di Quảng Nam per incontrare Nguyễn Thành, un attivista rivoluzionario anti-coloniale coinvolto nel movimento Cần Vương. Thành suggerì che una persona vicina ai reali, Ton That Toai, avrebbe potuto contribuire alla rivoluzione. Phan rifiutò l'offerta, ma chiese un parere a Thanh riguardo al sostegno dei discendenti diretti dell'imperatore Gia Long, il fondatore della dinastia Nguyễn. Questi discendenti diretti erano ancora molto rispettati dai facoltosi proprietari terrieri del Delta del Mekong, a cui Phan aveva intenzione di chiedere il denaro necessario per finanziare la rivoluzione. Nella primavera del 1903, Phan aveva trovato un candidato perfetto per guidare il rivoluzione: il principe Cường Để, discendente diretto del figlio maggiore di Gia Long, Canh. I discendenti di Cường Để da tempo si erano dissociati dall'imperatore e dalla sua famiglia, sin dagli inizi del XIX secolo. Il padre di Cường Để fu personalmente spinto da Phan Đình Phùng a prendere il posto di Hàm Nghi e a condurre una rivolta popolare contro i francesi già nel 1880, ma aveva rifiutato. Nel 1894, suggerì che il figlio, allora dodicenne, avrebbe potuto essere il nuovo volto della rivoluzione. Tuttavia, questo piano non fu mai eseguito in quanto Phùng morì nel gennaio del 1896. Cường Để cambiò il corso della sua vita e iniziò a studiare storia, economia e geografia e divenne ammiratore delle eroiche gesta di Trần Hưng Đạo, Zhuge Liang, Toyotomi Hideyoshi, Saigō Takamori, Cavour, Otto von Bismarck, George Washington, e Abraham Lincoln. Dopo aver ottenuto il sostegno di Cường Để, Phan scrisse la sua prima opera significativa, Luu Cau Huyet Le Tan Thu ("Lettera dalle Ryūkyū scritte con lacrime di sangue"). Sostenne che l'indipendenza del Vietnam poteva essere raggiunta solo "attraverso una trasformazione e rivitalizzazione di carattere nazionale". Il libro ebbe un discreto successo tra la popolazione vietnamita ed ottenne l'attenzione di altri nazionalisti come Phan Chu Trinh. Tuttavia, molti mandarini erano riluttanti a sostenere pubblicamente le sue idee e, di conseguenza, Phan si rese conto che non poteva contare sull'elite burocratica per sostenere la sua causa.
Phan creò quindi il Việt Nam Duy Tân Hội (Associazione per la Modernizzazione del Vietnam) nel 1904; Cường Để ne divenne il presidente, mentre Phan servì come segretario generale. Nonostante la sua base sociale fosse in crescita, Duy Tan Hoi ebbe problemi finanziari. Phan sperava di ottenere un contributo finanziario della Cina, ma il paese fu costretto ad abbandonare il suo rapporto con il Vietnam dopo la Guerra franco-cinese del 1884-1885. Phan e Cường Để decisero di cercare aiuto al Giappone, che aveva recentemente vinto una guerra contro la Russia, aveva imposto con successo le riforme e sembrava più incline a dare una mano ai rivoluzionari in un paese asiatico vicino. Phan visitò il Giappone per assicurarsi i fondi necessari per sostenere Duy Tân Hội ma non parlava giapponese e non aveva mai avuto alcun contatto in Giappone, così cercò aiuto a Liang Qichao, che viveva nel Paese da quando era stato esiliato anni prima. Liang introdusse Phan a molti politici di spicco, tra cui Ōkuma Shigenobu, uno statista ben voluto che in precedenza aveva servito come Primo ministro del Giappone per alcuni mesi nel 1898. Phan chiese a Shigenobu l'assistenza finanziaria per le attività dei rivoluzionari vietnamiti. Nella sua lettera al Shigenobu, Phan affermò che il Giappone avrebbe dovuto sentirsi obbligato ad aiutare il Vietnam in quanto entrambi i paesi erano della "stessa razza, stessa cultura, e nello stesso continente". In secondo luogo, il Giappone avrebbe potuto promuovere i propri interessi in Vietnam e prevenire l'espansione francese e russa in Cina. Tuttavia, Phan non riuscì a procurarsi un aiuto dai giapponesi. Il governo giapponese non voleva danneggiare il suo rapporto con i francesi; i membri del partito di opposizione promisero aiuti finanziari agli studenti vietnamiti che desideravano studiare in Giappone e consigliarono a Phan di non mettere in piedi un movimento rivoluzionario, fino a quando il Giappone non si fosse mostrato disponibile ad aiutare la causa.
Nel Guangxi e nel Guangdong, i rivoluzionari vietnamiti cominciarono quindi ad instaurare alleanze non politiche con il Kuomintang, facendo sposare donne vietnamite con gli ufficiali cinesi. I loro figli si rivelarono un vantaggio strategico in quanto erano in grado di parlare entrambe le lingue e lavorarono come agenti per i rivoluzionari diffondendo le loro ideologie attraverso le frontiere. Questi matrimoni tra cinesi e vietnamite furono visti con allarme dai francesi. La rete rivoluzionaria di Phan Boi Chau mise in atto tale pratica in maniera estensiva, organizzando le unioni delle donne vietnamite anche con i facoltosi commercianti cinesi il che portò un forte appoggio finanziario alla causa.

## Primi scritti
Frustrato dalla risposta giapponese, Phan si rivolse di nuovo a Liang. Lo studioso confuciano spiegò a Phan che era da ingenui aspettarsi assistenza finanziaria da parte dei giapponesi. Il popolo vietnamita avrebbe dovuto guardare solo all'interno del Vietnam per il supporto e il sostegno finanziario. Liang disse a Phan che poteva servire meglio la causa scrivendo e distribuendo opuscoli e documenti per la rivoluzione al fine di ottenere il sostegno dei vietnamiti e di altri all'estero. Phan seguì il consiglio di Liang e cominciò subito a pubblicare materiali per ottenere sostegno per la causa rivoluzionaria. Questi scritti comprendono: Viet Nam Vong Quoc Su ("Storia della perdita del Vietnam"), Tan Viet Nam (Il nuovo Vietnam"), Ai Viet Dieu Dien ("Un lamento per il Vietnam e lo Yunnan"), Hai Ngoai Huyet Thu ("Lettera dall'estero scritta con il sangue") e Viet Nam Quoc Su Khao ("Storia generale del Vietnam"). Tutti furono inizialmente scritti in cinese e poi tradotti in vietnamita e contrabbandati in Vietnam. Queste opere, in particolare Viet Nam Vong Quoc Su, contribuirono ad intensificare il fervore nazionalista del paese.

### Viet Nam Vong Quoc Su

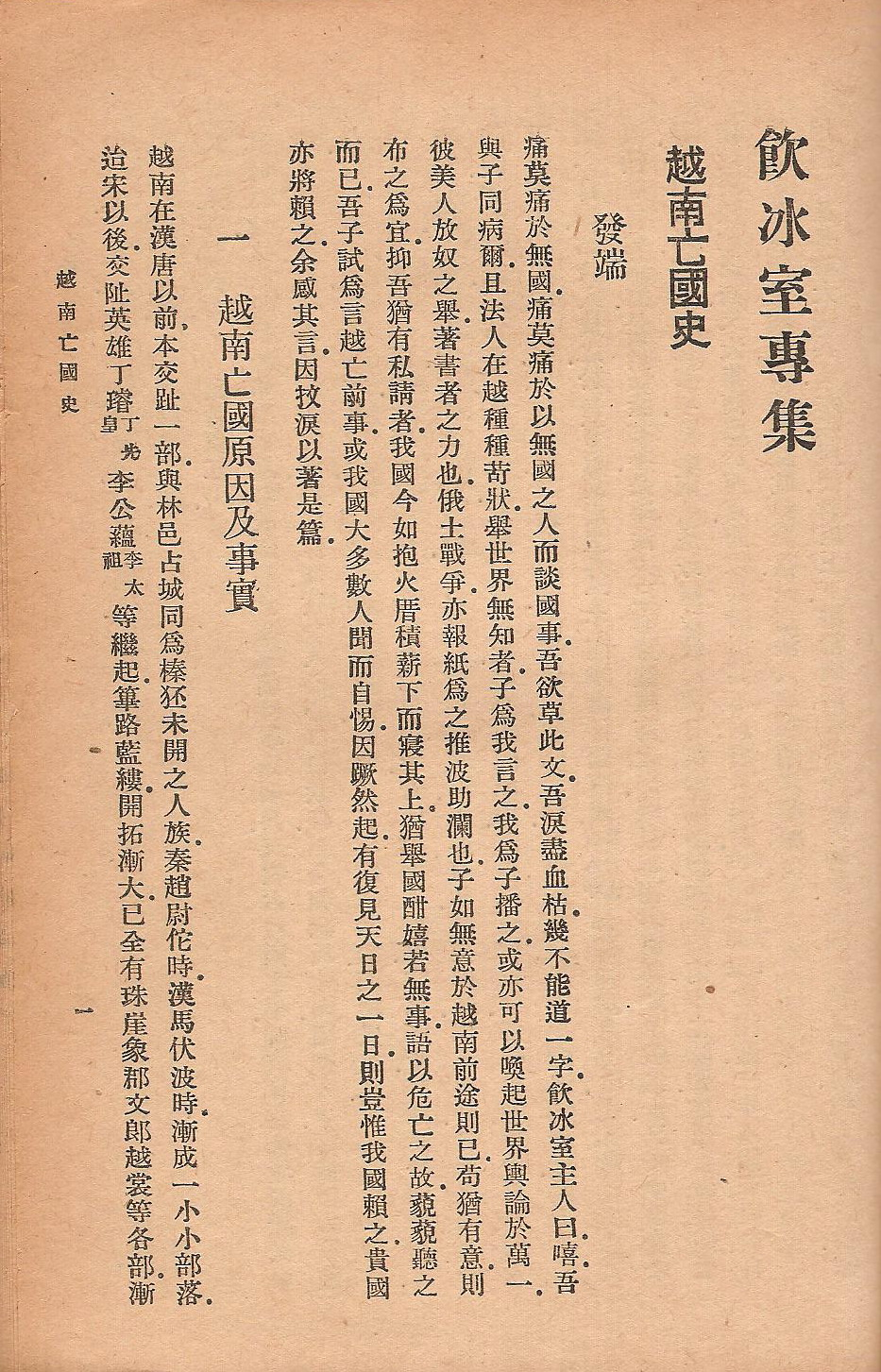
Viet Nam Vong Quoc Su, creato nel 1905, pubblicato ufficialmente nel 1926

Liang pubblicò il lavoro di Phan del 1905 Viet Nam Vong Quoc Su ("Storia della perdita del Vietnam") e intese distribuirlo in Cina e all'estero, ma anche contrabbandarlo in Vietnam. Il lavoro è considerato come uno dei libri più importanti della storia del movimento anticolonialista vietnamita.
Il libro è noto per la sua valutazione negativa della risposta della dinastia Nguyễn nel XIX secolo alle sfide imposte dalla colonizzazione del Vietnam e del fallimento della modernizzazione del paese, il che fece apparire la dinastia Nguyễn come una dinastia ultra-conservatrice e confucianista ortodossa. Il libro presenta memoriali stridenti ed emotivi delle figure chiave del movimento Can Vuong del periodo dal 1880 al 1890, allora guidato da mandarini quali Tôn Thất Thuyết e Phan Dinh Phung, che guidarono la guerriglia contro i francesi. Il Can Vuong tentò di rovesciare il dominio francese e di mettere al potere l'imperatore ragazzo Hàm Nghi come sovrano di uno Stato indipendente del Vietnam. Il libro analizza anche le politiche sociali ed economiche francesi in Vietnam, che considera come oppressive. Nel libro, Phan sostiene la creazione di un fronte pro-indipendenza con varie fazioni o gruppi motivati a combattere le autorità coloniali francesi.
Il libro è scritto in uno stile che differiva dalla tecnica di scrittura prevalente tra gli studiosi del tempo che erano indirizzati ad un modello di studio tipico del sistema di istruzione confuciano basato sulla letteratura classica cinese. Lo stile letterario dominante tendeva ad essere poetico, indiretto e metaforico, e si basava su allusioni e immagini per rappresentare un'idea. Phan evitò questo stile tradizionale di scrittura e utilizzò una prosa ordinaria, specialmente nelle sue sezioni analitiche e argomentative. Il libro influenzò direttamente i successivi rivoluzionari vietnamiti che adottarono lo stesso stile più pratico e diretto.
Il libro suscitò varie reazioni in Cina e prese alla sprovvista la maggior parte dei letterati e degli analisti politici del periodo con il suo stile descrittivo della realtà vietnamita sotto l'oppressione francese. Il libro influenzo’ anche diverse opere cinesi che, con lo stesso tono cupo e pratico di Phan, predicevano che i cinesi avrebbero subito la stessa sorte se non si fossero modernizzati. Tuttavia, Phan non ricevette particolari aiuti o sostegno pratico per i suoi progetti, più che altro il libro fece preoccupare la società cinese per il proprio futuro. Il libro ebbe un'accoglienza molto migliore tra i lettori vietnamiti. Phan e il suo collega Dang Tu Kinh lasciarono il Giappone nell'agosto del 1905 e portarono con loro 50 copie del libro ricopiate e poi distribuite in Vietnam. Lo stile di scrittura diretto di Phan, senza l'uso di allegorie, sconvolse i tradizionalisti ma rese il libro più accessibile alle persone alfabetizzate che non erano state addestrate nella comprensione della letteratura classica.

## Il movimento Ðông-Du

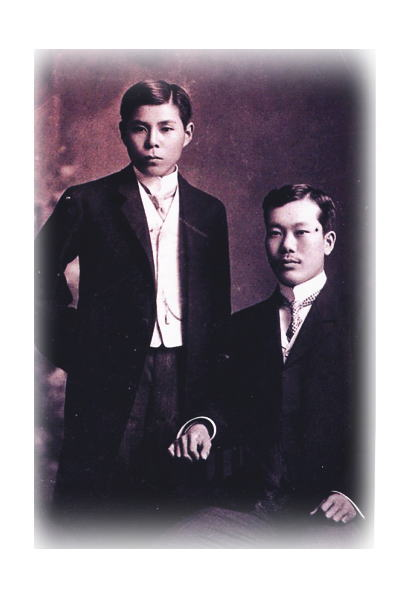
Phan (a destra) con Cường Để, 1907 circa.

Nel 1905, il l'Associazione per la Modernizzazione del Vietnam accettò di inviare Phan Boi Chau in Giappone per ottenere l'assistenza militare giapponese o l'invio di armi.
Ben presto si rese conto che l'aiuto militare giapponese non era possibile, e provò ad usare il Giappone come base per addestrare ed educare i giovani studenti vietnamiti, fondando il movimento Ðông-Du. Il numero di studenti vietnamiti mandati in Giappone per la formazione raggiunse le 200 unità nel 1908. Tuttavia, dopo la pressione del governo francese, il Giappone dichiarò Phan persona non grata e lo espulse nel 1909.

## Dopo Ðông-Du
Nel 1909, dopo essere stato espulso dal Giappone, Phan Boi Chau si recò a Hong Kong con Cường Để. Lì provò a raccogliere fondi e portare in Thailandia gli studenti vietnamiti che avevano studiato in Giappone e che ora risultavano ormai dispersi. In precedenza aveva già avuto la lungimiranza di stabilire una base in Thailandia.
Ma invece ricevette la notizia di un'insurrezione armata in Vietnam guidata da Hoang Ha Tam. Così radunò i suoi compagni a Hong Kong, e inviò due persone in Giappone per acquistare 500 fucili tipo 30 Arisaka. Tuttavia dopo aver acquistato le armi per sostenere la rivolta non poterono permettersi di noleggiare una nave per contrabbandare i fucili in Vietnam. Così nel mese di luglio, Phan si recò in Thailandia per chiedere al governo di aiutarlo. Il ministro degli Esteri rifiutò, perché ci sarebbe stato un grave incidente diplomatico con la Francia se la cosa fosse trapelata. Così dovette tornare a Hong Kong e aspettare i soldi necessari per smistare le armi in Vietnam.
Il denaro non arrivò mai. Arrivò invece la notizia che la rivolta era andata male. Così Phan Boi Chau donò 480 fucili alle forze di Sun Yat-Sen. Cercò poi di contrabbandare i restanti venti fucili attraverso la Thailandia, nascondendoli nei bagagli ma il tentativo fallì.
Trascorse la prima metà del 1910 a mendicare per strada, vendendo i suoi libri, e spendendo tutti i soldi per ubriacarsi al pub. La cosa andò avanti fino a quando non incontrò un'anziana donna di nome Chau Po-Lin, che ospitò l'intero movimento in casa sua. Arrivarono anche i fondi, così si trasferì in Thailandia.
Arrivato in Thailandia nel mese di novembre del 1910 si riorganizzò con i suoi allievi e seguaci mettendo in piedi una fattoria.

## La lega per la restaurazione del Vietnam
La rivolta di Wuchang scoppiò in Cina il 10 ottobre 1911. Si diffuse rapidamente e si dichiarò la Repubblica di Cina. Questo evento ispirò fortemente Phan Boi Chau, visto che aveva molti amici tra i rivoluzionari cinesi. Pensò che questo nuovo regime avrebbe risolto tutto ciò che era sbagliato nella vecchia Cina, che la Cina si sarebbe unita con il Giappone per sconfiggere gli europei e che avrebbero costruito un'Asia forte. Lasciò la fattoria in Thailandia nelle mani di oltre 50 dei suoi compagni e si recò in Cina per visitare i suoi amici.
La vecchia Associazione per la Modernizzazione del Vietnam non aveva oramai alcun valore perché i suoi membri erano tutti dispersi. Doveva essere formata una nuova organizzazione, con un nuovo programma ispirato alla rivoluzione cinese. Una grande riunione si tenne alla fine di marzo del 1912 e si formò un nuovo gruppo, Việt Nam Quang phục Hội ("lega per la restaurazione del Vietnam"). Cường Để fu fatto presidente, Phan Bội Châu vicepresidente.
L'unico scopo dell'organizzazione era quello di cacciare gli occidentali e instaurare una repubblica democratica. Purtroppo, non avevano i fondi e trovarono grande difficoltà a diffondere i sentimenti rivoluzionari in Vietnam. Inoltre, il nuovo governo cinese era troppo occupato con gli affari interni della nuova repubblica e non aiutò il movimento concretamente ma permise solo ai vietnamiti di partecipare al sistema di istruzione e formazione cinese.
La lega propose anche una nuova bandiera. In precedenza, il Vietnam non aveva una bandiera, solo stemmi che rappresentavano i reali. La bandiera che avevano in mente aveva una stella a cinque punte, disposte in un quadrato con una stella al centro come simbolo delle cinque regioni del Vietnam. La bandiera nazionale aveva stelle rosse su fondo giallo, e la bandiera militare aveva uno sfondo rosso con stelle bianche. Il giallo rappresentava la loro razza, il rosso rappresentava il fuoco che simboleggiava la loro posizione a sud della Cina (vedi Libro dei Mutamenti), e il bianco rappresentava il metallo delle loro armi.
Crearono anche un manuale sulla strategia militare e regolamenti per il loro esercito. Stamparono addirittura una propria valuta, che decisero di inaugurare quando, o meglio "se", il potere fosse stato conquistato. Il "denaro" fu stampato in modo simile alle banconote cinesi. Infine costituirono un'organizzazione chiamata "Associazione per la Rivitalizzazione della Cina" per ottenere il sostegno dei cinesi per i movimenti indipendentisti nei piccoli paesi asiatici, a cominciare dal Vietnam, naturalmente. Utilizzando un centro medico come base, riuscirono a creare la falsa impressione che la loro fosse una grande organizzazione di successo. Ottennero l'adesione di centinaia di persone e vendettero una quantità enorme della loro nuova valuta. Cambiarono anche alcune posizioni di leadership della lega per la restaurazione del Vietnam per consentire ai cinesi di partecipare.
Tuttavia, non potevano ottenere i fondi necessari fino a quando non avessero dimostrato di essere capaci di un attacco militare di qualche tipo. Avevano bisogno di un'azione dimostrativa coinvolgente a livello emotivo. Così Phan Boi Chau inviò cinque persone armate di granate in tre regioni del Vietnam. Al Nord furono usate su un bersaglio minore, il governatore della provincia di Thai Binh, due ufficiali e un ristoratore francese. Si pensava di utilizzare le bombe nel corso degli esami di mandarino esami quando tutti i funzionari si sarebbero trovati raccolti ma l'obiettivo primario non fu conseguito. Gli attentatori inviati nella regione centrale fallirono e dovettero buttare via le loro granate. Quelli mandati al sud si trovarono costretti a sprecare le granate contro alcuni traditori vietnamiti.
Gli attacchi nel Nord fecero infuriare i francesi e chiesero che Phan Boi Chau fosse arrestato, ma il governo cinese rifiutò. Il valore della moneta speciale creata da Phan, inoltre, scese  drasticamente dopo il fallimento degli attentati. Non avevano soldi, così decisero di ingannare una società farmaceutica in Giappone facendosi fornire numerosi farmaci costosi a credito. Chiusero quindi il centro medico senza pagare il loro debito. Ma le adesioni lentamente diminuirono, e le difficoltà per rientrare in Vietnam aumentarono. Infine, alcuni cambiamenti nel governo della provincia cinese dove risiedevano resero le cose ancora più difficili. Chiusero così tutti i loro uffici e si divisero.

## Il Vietnam durante la prima guerra mondiale

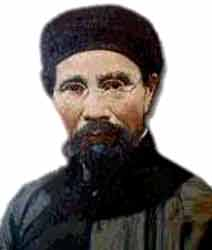
Phan Boi Chau

Nel 1914, Phan Boi Chau fu arrestato dalle autorità cinesi con l'accusa di aver aiutato alcuni traditori cinesi. Fortunatamente l'intervento del ministro cinese per l'esercito, fermò l'esecuzione o l'eventuale consegna ai francesi ma restò in prigione per quasi quattro anni fino al 1917. In carcere scrisse molte biografie, inclusa la propria, ed altri libri.
La prima guerra mondiale iniziò poco dopo. Il paese era membro dell'Impero Francese e molti vietnamiti combatterono nella prima guerra mondiale. Circa 50.000 soldati vietnamiti e 50.000 lavoratori vietnamiti furono inviati in Europa per combattere per la Francia nella guerra, e migliaia persero la vita a Somme e Piccardia, vicino al confine belga e molti altri in Medio Oriente. Le esperienze sui campi di battaglia della prima guerra mondiale contribuirono in modo significativo alla formazione di un'identità nazionale del Vietnam. Fu per il paese un vero e proprio "battesimo di fuoco" con oltre 30.000 vietnamiti morti durante il conflitto e 60.000 rimasti feriti. I vietnamiti inoltre pagarono ulteriori pesanti tasse per contribuire agli sforzi della Francia in guerra. Numerose rivolte anti-coloniali si verificarono in Vietnam durante la guerra, tutte facilmente soppresse dai francesi. Nel maggio del 1916, il re sedicenne Duy Tân fuggì dal suo palazzo per prendere parte a una rivolta delle truppe vietnamite organizzata da Thái Phiên e Trần Cao Vân. I francesi furono informati del piano e i leader furono arrestati e giustiziati. Duy Tân fu deposto ed esiliato nell'isola di Réunion, nell'Oceano Indiano. Una delle più efficaci rivolte durante questo periodo scoppiò nella provincia settentrionale vietnamita di Thái Nguyên. Circa 300 soldati vietnamiti si ribellarono e liberarono  200 prigionieri politici, oltre a diverse centinaia di persone locali, che poi armarono. I ribelli tennero in scacco la città di Thái Nguyên per diversi giorni, sperando in un aiuto da parte dei nazionalisti cinesi. Nessuno però arrivò e i francesi ripresero in mano la città e cacciarono la maggior parte dei ribelli.
Mentre era in prigione, Phan organizzò l'incontro di alcuni dei suoi compagni con il governo tedesco in Thailandia. Essi donarono al gruppo di Phan una grande quantità di denaro e promisero somme ancora maggiori se fosse stata organizzata un'azione spettacolare in Vietnam contro i francesi. I compagni tentarono un'azione ma non vi riuscirono completamente e sprecarono tutti i soldi.
Dopo il suo rilascio, Phan Boi Chau si recò a Pechino e in Giappone, e poi in varie parti della Cina cercando di tornare in Vietnam. Quando arrivò al confine tra lo Yunnan e il Vietnam, scoprì che la prima guerra mondiale era finita e i suoi piani di utilizzare la situazione per aiutare a sconfiggere i francesi rimasero senza speranza.
Vagò in Cina per anni senza compiere nulla di significativo. Prese in considerazione l'idea di collaborare con i francesi, ora governati dal Partito Socialista, e scrisse un libretto sull'eventualità di una possibile collaborazione con la Francia. In seguito cambiò idea e accusò Phan Ba Ngoc, che fu poi assassinato da uno dei sostenitori di Phan perché sospettato di essere un collaboratore dei francesi.

## Relazioni con i socialisti
All'inizio del 1921, Phan studiò il socialismo e l'Unione Sovietica nella speranza di ottenere aiuto da parte dell'Unione Sovietica o dei gruppi socialisti. Tradusse un libro chiamato "Resoconto della rivoluzione russa", di Fuse Katsuji, in cinese. Poi andò a Pechino per incontrare i rappresentanti sovietici. Questi gli riferirono che l'Unione Sovietica avrebbe istruito, formato e pagato per tutti i vietnamiti che Phan avesse inviato, a condizione che si fossero impegnati in una seria rivoluzione sociale e alla diffusione del socialismo in Vietnam. I sovietici vollero saperne di più sulla situazione politica in Vietnam, dal momento che Phan Boi Chau era stato il primo rivoluzionario vietnamita ad entrare in contatto con loro.
Phan Boi Chau scrisse dei russi: "Una cosa che non potrò mai dimenticare è quanto dignitosi, cortesi e sinceri mi apparvero. Il loro linguaggio e le loro espressioni erano a volte calmi, a volte vigorosi..."

## Corrispondenza con Hồ Chí Minh
Nel 1924 Ho Chi Minh tornò da Mosca a Canton. Ho Chi Minh e Phan Boi Chau si scambiarono diverse corrispondenze sui programmi di una nuova organizzazione che Phan stava cercando di mettere in piedi. Phan era stato un amico del padre di Ho e aveva conosciuto Ho quando era un bambino. Essi erano interessati a incontrarsi di nuovo, ma non ne ebbero mai avuto la possibilità.

## La cattura finale

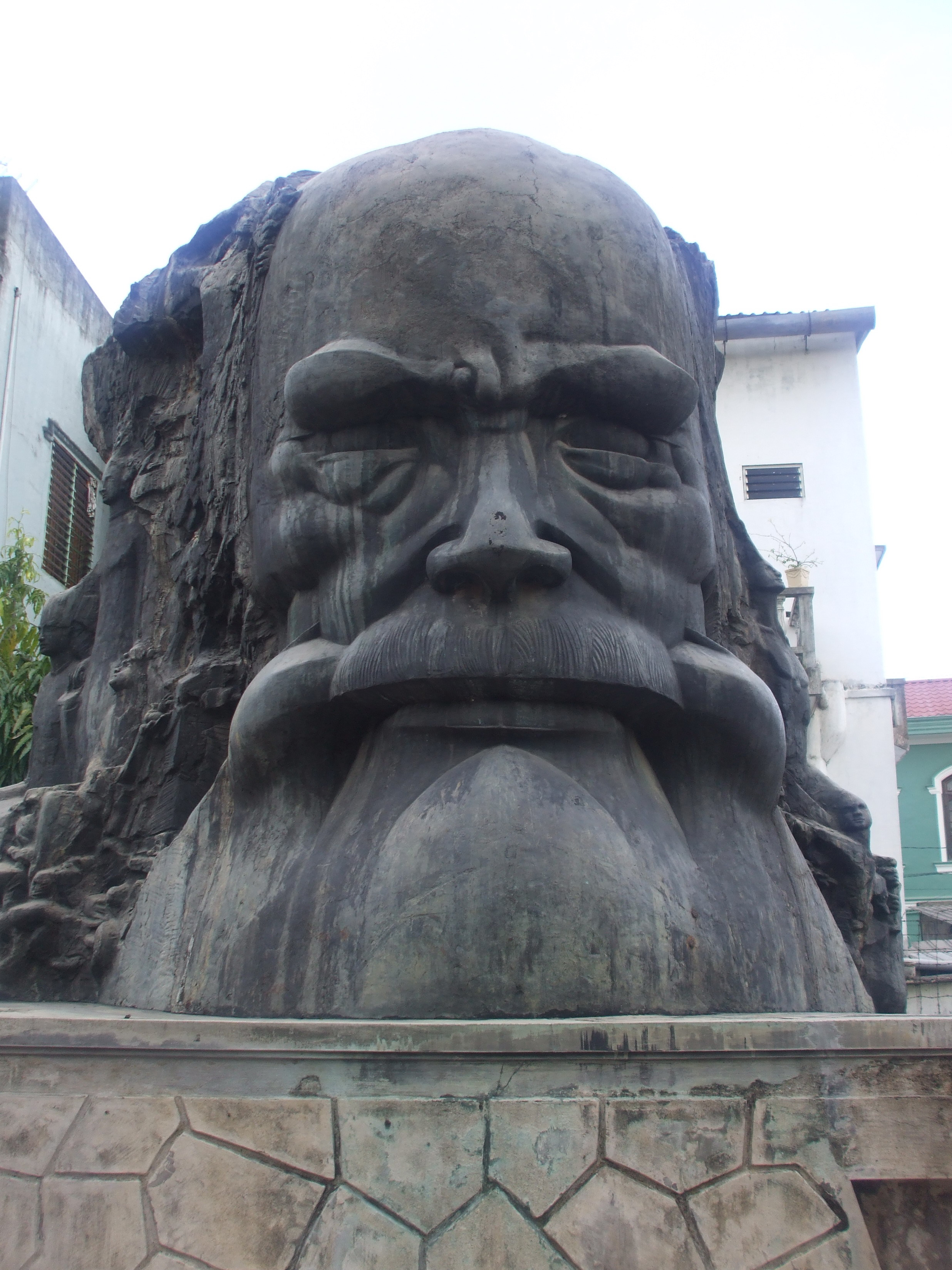
Statua in memoria di Phan Bội Châu a Huế

Nel 1925, Phan arrivò a Shanghai per quello che pensava sarebbe stata una breve visita per conto del suo movimento. Ma appena arrivò fu arrestato da agenti francesi e trasportato ad Hanoi. Phan scrisse su questo evento:
Alle 12 dell'undicesimo giorno del quinto mese, il mio treno da Hangchow arrivò alla Stazione Nord di Shanghai. Per recarmi rapidamente in banca e inviare i soldi, lasciai il mio bagaglio al deposito e trasportai solo una piccola borsa con me. Appena uscito dalla stazione, vidi un'automobile piuttosto lussuosa e quattro occidentali in piedi vicino ad essa. Non mi resi conto che erano francesi, perché a Shanghai c'era una grande miscela di occidentali e c'erano continui viavai di visitatori stranieri. Era abbastanza comune utilizzare le auto per prendere gli ospiti degli hotel. Non sapevo che questa macchina fosse lì per rapire qualcuno! Quando mi allontanai a pochi passi dalla stazione, uno degli occidentali si avvicinò e mi disse in mandarino: "Questa macchina è molto bella, prego, entri dentro". Cortesemente rifiutai, dicendo: "Non ho bisogno di una macchina". Improvvisamente, uno degli occidentali con un balzo mi spinse all'interno della vettura, il motore accelerò e andammo via in un colpo. In pochissimo tempo entrammo nella Concessione Francese. L'auto girò per il lungomare, dove una nave da guerra francese era ancorata. Io divenni un prigioniero su questa nave da guerra.»
Quando fu trasportato di nuovo ad Hanoi, fu tenuto nel carcere di Hỏa Lò. In un primo momento, le autorità francesi non comunicarono il suo vero nome, in modo da evitare disordini pubblici, ma la notizia trapelò subito. Seguì un processo penale, con tutte le accuse risalenti al 1913, quando era stato condannato a morte in contumacia. I capi di accusa includevano l'incitamento all'omicidio e la fornitura di armi da fuoco utilizzate in due attacchi che avevano provocato la morte di un governatore vietnamita, il 12 aprile 1913, e di due militari francesi, il 28 aprile 1913.
Alla fine il Tribunale condannò Phan Boi Chau ai lavori forzati a vita. Fu scarcerato il 24 dicembre 1925 dal Governatore Generale Alexandre Varenne, in risposta alle enormi proteste pubbliche, e fu messo agli arresti domiciliari in una casa di Huế. Le guardie mantennero la casa sotto sorveglianza e le visite da parte dei suoi ammiratori furono in parte inibite. Le continue proteste contro il regime degli arresti a cui era sottoposto, costrinsero le autorità a trasferirlo in una casa messa in piedi dai suoi sostenitori. Era una casa di paglia suddivisa in tre sezioni e aveva un giardino di medie dimensioni. Qui poteva incontrare i suoi sostenitori, i suoi figli e i suoi nipoti.
Nel 1926, quando morì Phan Chu Trinh, Phan Boi Chau presiedette ad una cerimonia commemorativa in suo onore a Hue.
Phan Boi Chau trascorso i suoi ultimi quindici anni in maniera relativamente tranquilla a Hue. Spesso si rilassava con gite in barca sul fiume Sông Hương (Fiume dei Profumi). Morì il 29 ottobre 1940. Un mese dopo il Giappone invase il nord del Vietnam.